# Łopchari
Łopchari (ros. Лопхари) – wieś (sieło) w Rosji, w Jamalsko-Nienieckim Okręgu Autonomicznym, w rejonie szuryszkarskim. W 2021 liczyła 422 mieszkańców, głównie Chantów.